# 石川優吾
石川 優吾（いしかわ ゆうご、1960年2月9日 - ）は、日本の漫画家。大阪府四條畷市出身。

## 概要
農家の次男として生まれる。高校卒業後にいったん大学に入学するが、パチンコに明け暮れて、1年で中退。大学にはトランポリン（体育の授業）だけ参加した。
大学中退後、大阪デザイナー学院に入学する。デザイン会社に就職するも半年ほどで辞め、以前からの夢であった漫画を志す。新人賞に出し、うまく賞に引っかかったことがきっかけで漫画家になることができた。1982年、22歳の時に「革命ルート163」（『週刊ヤングジャンプ』新人増刊号）でデビュー。

## 作品リスト
- 春ウララ（『週刊ヤングジャンプ』1984年 - 1986年、全7巻）
- 童乩〈タンキー〉（原作：荒井涼助、『ビジネスジャンプ』1990年 - 1992年）
- キーパー（『ビジネスジャンプ』1992年 - 1993年、全1巻）
- お礼は見てのお帰り（『ビッグコミックスペリオール』1994年 - 1998年、全10巻） - KTV・CX系にてドラマ化
- よいこ（『ビッグコミックスピリッツ』1998年 - 2001年、全15巻） - TBS系にてアニメ化
- ソーダむらの村長さん（『ビッグコミックスペリオール』1999年 - 2001年、全2巻）
- どりる（『週刊少年サンデー』2001年 - 2002年、全4巻）
- 格闘美神 武龍（『週刊ヤングサンデー』2002年 - 2007年、全18巻） - TX系にてアニメ化
- カッパの飼い方（『週刊ヤングジャンプ』2003年 - 2010年、全15巻） - アニマックスにてアニメ化
- 子泣きじじいの飼い方（『月刊ヤングジャンプ』2008年 - 2010年、全2巻）
- スプライト（『ビッグコミックスペリオール』2009年 - 2015年、全15巻）
- ほっとDog（『オースーパージャンプ』2010年、全1巻）
- イヌナキ（『ジャンプ改』2011年 - 2013年、不定期連載、全2巻）
- ワンダーランド（『ビッグコミックスペリオール』2015年 - 2017年、全6巻）
- 今日からゾンビ!（原作担当、作画：荒木宰、『ビッグコミックスペリオール』2016年 - 2017年、全2巻）
- BABEL（『ビッグコミックスペリオール』2017年[2] - 2021年、全10巻）
- ぬりかべ（『ビッグコミックスペリオール』2022年13号[3]） - 読み切り
- 湖底のひまわり（『ビッグコミック』2022年18号[4] - 2024年11号[5]、全5巻）
- ヴィンテージ・トーキョー（『ビッグコミック』2025年10号[6] - ）